# ミッチェル・ブラウン
ミッチェル・ブラウン（Mitchell Brown、1993年8月15日 - ）は、JAPAN RUGBY LEAGUE ONE花園近鉄ライナーズに所属するラグビーユニオンの選手。

## プロフィール
- ニュージーランド・ニュープリマス出身[1]。
- ポジションはロック(LO)、フランカー(FL)。
- 身長 194cm、体重 110kg

## 略歴
タラナキ、チーフスを経て、2022年、横浜キヤノンイーグルスに加入。同年12月25日に行われたJAPAN RUGBY LEAGUE ONE第2節スピアーズ船橋・東京ベイ戦にて先発出場で日本での公式戦初出場を果たした。
2024年8月、花園近鉄ライナーズに入団。